# Southside Festival
Le Southside Festival est un festival de musique, majoritairement rock, qui se déroule sur le terrain d'une ancienne base militaire près de Tuttlingen, en Allemagne (Bade-Wurtemberg), au mois de juin depuis 1999. Depuis l'édition 2005, il est sponsorisé par VIVA, chaîne de télévision allemande appartenant au groupe Viacom. Le festival dure trois jours et a lieu en même temps que le Hurricane Festival, dans le nord de l'Allemagne, avec qui il partage généralement une grande partie de sa programmation.

## Programmation

### Années 1990

#### 1999
Placebo, Muse, Blur, Massive Attack, Queens of the Stone Age, The Chemical Brothers, Calexico, Stereolab, Hole, Pavement, Liquido, Bush, HIM, Goo Goo Dolls, Live, Everlast, OOMPH!, The Hellacopters, Sportfreunde Stiller, Guano Apes, Molotov, Die Fantastischen Vier, Mutabaruka...

### Années 2000

#### 2000
The Cranberries, Moby, Nine Inch Nails, Skunk Anansie, Counting Crows, Therapy?, Macy Gray, Ash, A Perfect Circle, Bush, HIM, Live, Emilíana Torrini, Rollins Band, Reamonn, The Tea Party...

#### 2001
The Offspring, Iggy Pop, Placebo, Manu Chao, Weezer, Queens of the Stone Age, Faithless, The Hives, K's Choice, Phoenix, Incubus, Nashville Pussy, Ash, Paradise Lost, Goldfinger, Tool, Die Toten Hosen, Wheatus, The Hellacopters, Fantômas, JJ72, Fun Lovin' Criminals, The Weakerthans, Stereo MC's, Backyard Babies, Krezip, Donots...

#### 2002
Red Hot Chili Peppers, No Doubt, Garbage, Queens of the Stone Age, New Order, Nelly Furtado, Simple Plan, Black Rebel Motorcycle Club, The Breeders, Lostprophets, Television, Mercury Rev, Soulfly, The Notwist, ...And You Will Know Us by the Trail of Dead, Dover, Simian, Die Ärzte, The (International) Noise Conspiracy, Madrugada, Sportfreunde Stiller, Less Than Jake, Lambretta, Gluecifer, A, Flaming Sideburns, Beatsteaks, Zornik, Tocotronic...

#### 2003
Radiohead, Coldplay, Massive Attack, Asian Dub Foundation, Interpol, Good Charlotte, Supergrass, Sigur Rós, NOFX, Nada Surf, Counting Crows, Therapy?, Goldfrapp, Underworld, Apocalyptica, Danko Jones, Röyksopp, Beth Gibbons, Brendan Benson, Live, Seeed, Skin, Guano Apes, The Roots, Patrice Bart-Williams, The Datsuns, Starsailor, The Hellacopters, Turbonegro, The Mighty Mighty Bosstones, Grandaddy, Pete Yorn, The Sounds, Amiina, Moloko, Millencolin, GusGus, Kettcar, Console...

#### 2004
The Cure, Pixies, Placebo, Within Temptation, Cypress Hill, Franz Ferdinand, PJ Harvey, Snow Patrol, Air, The Hives, Dropkick Murphys, Wilco, Black Rebel Motorcycle Club, Ash, Graham Coxon, Billy Talent, Mogwai, Danko Jones, Sarah Bettens, Mando Diao, Bright Eyes, Anti-Flag, Ill Niño, Monster Magnet, Life of Agony, The (International) Noise Conspiracy, Sportfreunde Stiller, Mclusky, Fireball Ministry, Die Fantastischen Vier, Gluecifer, Backyard Babies, I Am Kloot, Beginner...

#### 2005
Oasis (groupe), System of a Down, Rammstein, Nine Inch Nails, Queens of the Stone Age, New Order, Audioslave, Beck, Phoenix, Eagles of Death Metal, Feist, The Dresden Dolls, Underoath, Flogging Molly, Sarah Bettens, Athlete, Mando Diao, Broken Social Scene, Ska-P, Wir sind Helden, Brendan Benson, Fantômas, Die Ärzte, ...And You Will Know Us by the Trail of Dead, Turbonegro, Dinosaur Jr, Idlewild, Anders Wendin, Madrugada, Team Sleep, Boysetsfire, Millencolin, Beatsteaks, Kettcar, 2raumwohnung...

#### 2006
Muse, Ben Harper, Manu Chao, The Strokes, Archive, Sigur Rós, Within Temptation, Nada Surf, dEUS, Wolfmother, Arctic Monkeys, The Raconteurs, The Cardigans, Gossip, The Hives, The Kooks, Maxïmo Park, Apocalyptica, Zebrahead, Death Cab for Cutie, Billy Talent, Hard-Fi, Coheed and Cambria, Elbow, Live, Mando Diao, The Answer, Wir sind Helden, The Brian Jonestown Massacre, Mad Caddies, Seeed, Lagwagon, Adam Green, The Cooper Temple Clause, The Weepies, Two Gallants, The Feeling, Shout Out Louds, Donavon Frankenreiter, Wallis Bird, Fettes Brot, Karamelo Santo...

#### 2007
Pearl Jam, Marilyn Manson, Placebo, Arcade Fire, Queens of the Stone Age, Bloc Party, Frank Black, Kings of Leon, Interpol, Snow Patrol, Editors, Beastie Boys, Dropkick Murphys, Sonic Youth, Cold War Kids, Porcupine Tree, Mogwai, Manic Street Preachers, Incubus, Juliette and the Licks, Modest Mouse, The Rakes, Bright Eyes, Isis, Me First and the Gimme Gimmes, Less Than Jake, Jet, The Bravery, The Sounds, The Blood Arm, Tokyo Police Club, Art Brut, Sugarplum Fairy, Howling Bells, Die Fantastischen Vier...

#### 2008
Radiohead, Foo Fighters, The Chemical Brothers, Kaiser Chiefs, Sigur Rós, Rise Against, Nada Surf, Calexico, NOFX, The Kooks, Razorlight, Maxïmo Park, Panic at the Disco, The Subways, Flogging Molly, Black Rebel Motorcycle Club, Billy Talent, Bat for Lashes, Foals, Elbow, Rodrigo y Gabriela, British Sea Power, Tegan and Sara, Bell X1, The Wombats, Oceansize, Biffy Clyro, The Pigeon Detectives, The Notwist, Digitalism, Jason Mraz, The Cribs, Apoptygma Berzerk, Monster Magnet, The (International) Noise Conspiracy, Does It Offend You, Yeah?, Operator Please, The Weakerthans, Enter Shikari, Xavier Rudd, Millencolin,  Shantel, Donots, Beatsteaks, Deichkind, Kettcar, Tocotronic...

#### 2009
Moby, Faith No More, Pixies, Ben Harper, Nine Inch Nails, Nick Cave and the Bad Seeds, Kraftwerk, Franz Ferdinand, Kings of Leon, Editors, The Mars Volta, The Ting Tings, The Dø, Katy Perry, Eagles of Death Metal, Social Distortion, Duffy, Fleet Foxes, No Use for a Name, Gogol Bordello, The Wombats, Anti-Flag, Blood Red Shoes, Paolo Nutini, Lykke Li, Brand New, Ska-P, Disturbed, Die Ärzte, Less than Jake, Clueso, The Gaslight Anthem, Friendly Fires, The Asteroids Galaxy Tour, Get Well Soon, Fettes Brot, Karamelo Santo...

### Années 2010

#### 2010
The Prodigy, The Strokes, Massive Attack, Deftones, Archive, Skunk Anansie, LCD Soundsystem, The Specials, Porcupine Tree, Phoenix, Dropkick Murphys, K's Choice, White Lies, Faithless, We Are Scientists, Paramore, Florence and the Machine, Charlie Winston, Vampire Weekend, Danko Jones, Billy Talent, Jack Johnson, Two Door Cinema Club, Mr. Oizo, Biffy Clyro, The Get Up Kids, Coheed and Cambria, Hot Water Music, Bigelf, Tegan and Sara, Marina & the Diamonds, Stone Temple Pilots, Zebrahead, Boys Noize, Mando Diao, La Roux, Does It Offend You, Yeah?, The Bloody Beetroots, The xx, Anders Wendin, The Gaslight Anthem, The Temper Trap, Band of Skulls, Enter Shikari, Erol Alkan, Revolverheld, Skindred, Beatsteaks, Shout Out Louds, Deichkind, Donots, FM Belfast...

#### 2011
Foo Fighters, Blink-182, Arcade Fire, The Chemical Brothers, Portishead, Arctic Monkeys, Kaiser Chiefs, My Chemical Romance, Clueso, The Hives, Suede, Kasabian, The Subways, Gogol Bordello, Flogging Molly, Elbow, The Wombats, Jimmy Eat World, Two Door Cinema Club, Boysetsfire, Monster Magnet, The Kills, Lykke Li, Band of Horses, The Sounds, Bright Eyes, Sum 41, All Time Low, Klaxons, Eels, Sick of It All, Parkway Drive, William Fitzsimmons, Blood Red Shoes, I Blame Coco, Irie Révoltés, I Am Kloot, Friendly Fires, Comeback Kid, Converge, The Asteroids Galaxy Tour, Warpaint, You Me At Six, Tame Impala, Miles Kane, Yoav, Digitalism, Crookers, Trentemøller, A-Trak...

#### 2012
The Cure, Blink-182, Justice, Rise Against, The Stone Roses, The Kooks, Mumford & Sons, New Order, Wolfmother, The Mars Volta, Florence and the Machine, Garbage, Eagles of Death Metal...

#### 2013
Rammstein, Queens of the Stone Age, Arctic Monkeys, The Smashing Pumpkins, Kasabian, Editors, Portishead, Archive, The National, Sigur Rós, Paul Kalkbrenner, Bloc Party, The Hives, NOFX, The Gaslight Anthem, Billy Talent, Two Door Cinema Club, Macklemore et Ryan Lewis...

#### 2018
Massendefekt

#### 2019
Foo Fighters

### Années 2020

#### 2022
21pilots

## La tempête de 2007
La veille au soir de l'édition 2007, une violente tempête s'est abattue sur le site du festival, démolissant la tente d'une scène et projetant des poteaux métalliques dans les airs. L'un d'eux s'est abattu sur le toit d'une camionnette de secouristes garée non loin, tuant l'un de ses occupants et blessant sérieusement l'autre. Les organisateurs du festival ont alors envisagé de l'annuler avant de décider de le maintenir sur les conseils de la police, des autorités locales et même de l'unité paramédicale. Les concerts devant avoir lieu sur la scène détruite ont toutefois été annulés. Au-delà de l'épisode tragique de 2007, le festival est connu pour ses conditions météo souvent exécrables, notamment lors des éditions de 2010 et 2011, rendant difficiles les conditions de vie des festivaliers. Les Allemands surnomment d'ailleurs le Southside Schlammside Festival (le festival de la boue).